# Acalypha buddleifolia
Acalypha buddleifolia é uma espécie de flor do gênero Acalypha, pertencente à família Euphorbiaceae.